# バーズコミックス
バーズコミックス（BIRZ COMICS）は、株式会社幻冬舎コミックスが発行している日本の漫画レーベルである。過去の発行元としては、以前のソニー・マガジンズ発行の時代があり、漫画雑誌『コミックバーズ』を主軸として受け継がれている漫画レーベルである。

## 概要
バーズコミックスは、『コミックバーズ』掲載作品を単行本化する漫画レーベルとして、ソニー・マガジンズにより1999年に創刊された。2001年にソニー・マガジンズがコミック関連事業から撤退することが決定したのを受け、事業は幻冬舎の子会社として設立された幻冬舎コミックスへと受け継がれ、現在に至る。なお、発行元が幻冬舎コミックスであるのに対し、販売元は親会社である幻冬舎が行っている。
レーベルの前身としては、『コミックバーズ』の前身誌に相当するスコラ発行の『コミックバーガー』の単行本レーベル「バーガーSC」および最初期の「バーガーKC」がある。「KC」については、当時のスコラは講談社が発行・販売を担当していた事から、講談社コミックスの関連レーベルとなっていた。スコラが販売を担当するようになってから、レーベルはバーガーSCへと移行した。
関連レーベルとしては「スコラSC」がある。同レーベルは「バーガーKC」「バーガーSC」以前より存在するレーベルであるが、『コミックバーガー』時代にはおもに『コミックスコラ』掲載作品の単行本を刊行していた。1996年に『コミックバーガー』から『コミックバーズ』へと誌名が変更された際には、以前から継続中の作品は引き続き「バーガーSC」レーベルにて刊行され、『コミックバーズ』で新たに連載開始された作品は「スコラSC」レーベルにて刊行された（すなわち「スコラ時代のバーズコミックス」は存在しない）。過去の作品の再編集版を刊行することもあり、スコラの総合レーベルとなっていた。
なお、バーガーKC・バーガーSC・スコラSCはすべてスコラ時代のレーベルであり、1999年にスコラから移管されたソニー・マガジンズ時代には刊行されていない（ソニー・マガジンズ時代は既に『コミックバーズ』なので原則的にバーズコミックスとなる）。

## 幻冬舎コミックス発行のバーズコミックス
現行のバーズコミックスは、幻冬舎系の漫画雑誌を母体とする総合レーベルとなっている。発行元が幻冬舎コミックスであるのに対し、発売元は親会社にあたる幻冬舎が行っている。背表紙の上には「BIRZ COMICS」というロゴマークが印刷されている。基本レーベルとなる「バーズコミックス」の場合、サイズはB6版が多く、定価は630円+税（2014年4月以降）。
メインレーベル「バーズコミックス」のほかに以下のサブレーベルがある。
- バーズコミックス スペシャル - B6判。
- バーズコミックス エクストラ - A5版。
- バーズコミックス デラックス - A5判。
- バーズコミックス リミックス - 廉価版レーベル。
- バーズコミックス プラス - 廉価版レーベル。
- バーズコミックス ギガ - 成年向け漫画レーベル（指定マークあり）。2006年で刊行停止。
- バーズコミックス ガールズコレクション - 2014年で刊行停止。
- バーズコミックス リンクスコレクション - 『リンクス』系漫画レーベル。
- バーズコミックス ルチルコレクション - 『ルチル』専用レーベル。
- バーズコミックス ルチルコレクション リュクス
- バーズコミックス スピカコレクション - 『スピカ』専用レーベル。
- バーズコミックス ラブキスボーイズコレクション - 『LOVE xxx BOYS pixiv』専用レーベル。

これらのレーベルとは別に、文庫版を刊行する「幻冬舎コミックス漫画文庫」が存在する。

## 幻冬舎コミックス単行本一覧

### あ行
| タイトル名                       | [ 注 1 ] | 著者等     | 原作等                         | 備考                         |
| -------------------------------- | -------- | ---------- | ------------------------------ | ---------------------------- |
| 暁闇のヴォルフ                   | BC       | 緒方てい   |                                | 全4巻                        |
| BEAST of EAST                    | DX       | 山田章博   |                                | 既刊4巻（2011年8月24日時点） |
| WIZARDS NATION                   | BC       | 相川有     |                                | 全4巻                        |
| ウルトラパニック                 | BC       | 斎藤岬     |                                | 全4巻                        |
| ウルトラパニック（スペシャル版） | SP       | 斎藤岬     | 全2巻 ※幻冬舎版全4巻の再編集版 |                              |
| うわさの死太郎くん               | SP       | 千之ナイフ |                                | 全1巻                        |
| うわさの死太郎くん リターンズ    | SP       | 千之ナイフ | 全1巻                          |                              |
| おとめ妖怪ざくろ                 | BC       | 星野リリィ |                                | 既刊9巻（2014年3月24日時点） |

### か行
| タイトル名           | [ 注 1 ] | 著者等     | 原作等 | 備考                       |
| -------------------- | -------- | ---------- | ------ | -------------------------- |
| カテゴリ：フリークス | BC       | 極楽院櫻子 |        | 全4巻                      |
| がらくたストリート   | BC       | 山田穣     |        | 全3巻                      |
| 極楽丸（再新装版）   | BC       | 相川有     |        | 全3巻 ※第1巻 - 第2巻は再版 |

### さ行
| タイトル名         | [ 注 1 ] | 著者等         | 原作等   | 備考  |
| ------------------ | -------- | -------------- | -------- | ----- |
| 死神探偵と憂鬱温泉 | BC       | 斎藤岬         |          | 全1巻 |
| 死神探偵と幽霊学園 | BC       | 斎藤岬         |          | 全3巻 |
| しびとの剣         | BC       | 加倉井ミサイル | 菊地秀行 | 全8巻 |

### た行
| タイトル名 | [ 注 1 ] | 著者等 | 原作等 | 備考   |
| ---------- | -------- | ------ | ------ | ------ |
| DRUG-ON    | BC       | 斎藤岬 |        | 全5巻  |
| 外つ神     | BC       | 斎藤岬 |        | 全10巻 |

### は行
| タイトル名                            | [ 注 1 ] | 著者等 | 原作等                         | 備考  |
| ------------------------------------- | -------- | ------ | ------------------------------ | ----- |
| バタフライ                            | BC       | 相川有 |                                | 全5巻 |
| 羊のうた                              | BC       | 冬目景 |                                | 全7巻 |
| ひなたの狼 新選組綺談                 | BC       | 斎藤岬 |                                | 全5巻 |
| ひなたの狼 新選組綺談（スペシャル版） | SP       | 斎藤岬 | 全2巻 ※幻冬舎版全5巻の再編集版 |       |

### ま行
| タイトル名                  | [ 注 1 ] | 著者等 | 原作等   | 備考  |
| --------------------------- | -------- | ------ | -------- | ----- |
| 魔殺ノート退魔針 魔針胎動編 | BC       | 斎藤岬 | 菊地秀行 | 全6巻 |
| ミミツキ                    | BC       | 相川有 |          | 全6巻 |
| 無関心探偵AGATHA            | BC       | 相川有 |          | 全2巻 |

### ら行
| タイトル名         | [ 注 1 ] | 著者等    | 原作等 | 備考                                |
| ------------------ | -------- | --------- | ------ | ----------------------------------- |
| ラストコンチネント | SP       | 山田章博  |        | 上下巻 ※東京三世社の再版。          |
| ラブリーズ!!       | BC       | 東雲水生  |        | 全1巻 ※収録作はすべて他社雑誌掲載。 |
| Rozen Maiden       | BC       | PEACH-PIT |        | 全8巻                               |

## ソニー・マガジンズ発行のバーズコミックス
ソニー・マガジンズ刊『コミックバーズ』掲載作品を収録。
| タイトル名        | 著者等         | 原作等             | 備考                                          |
| ----------------- | -------------- | ------------------ | --------------------------------------------- |
| BEAST of EAST     | 山田章博       |                    | 第1巻- 第2巻 ※第3巻以降は幻冬舎コミックス。   |
| 極楽丸            | 相川有         |                    | 全1巻                                         |
| 極楽丸（新装版）  | 相川有         | 全2巻 ※第1巻は再版 |                                               |
| しびとの剣        | 加倉井ミサイル | 菊地秀行           | 第1巻 - 第6巻 ※第7巻以降は幻冬舎コミックス。  |
| 羊のうた          | 冬目景         |                    | 第1巻 - 第5巻 ※第6巻以降は幻冬舎コミックス。  |
| 魔殺ノート 退魔針 | 斎藤岬         | 菊地秀行           | 全11巻 ※第1巻 - 第7巻まではバーガーSCの再版。 |

## スコラ発行の単行本レーベル
レーベル名は「スコラSC」。スコラ刊『コミックバーズ』掲載作品、他を収録。
| タイトル名     | 著者等   | 原作等 | 備考                     |
| -------------- | -------- | ------ | ------------------------ |
| 勝手にしやがれ | 末松正博 |        | 全2巻 ※SCデラックス      |
| 餓狼伝         | 板垣恵介 | 夢枕獏 | 全5巻 ※第6巻以降は移籍。 |

レーベル名は「バーガーKC」および「バーガーSC」。スコラ刊『コミックバーガー』掲載作品を収録。
| タイトル名         | [ 注 14 ] | 著者等     | 原作等                                  | 備考                                                            |
| ------------------ | --------- | ---------- | --------------------------------------- | --------------------------------------------------------------- |
| BEAST of EAST      | BSC       | 山田章博   |                                         | 第1巻 ※第2巻はソニー・マガジンズ。第3巻以降は幻冬舎コミックス。 |
| 陰陽師             | BSC       | 岡野玲子   | 夢枕獏                                  | SCデラックス。第1巻 - 第8巻 ※以後、移籍。                       |
| クレオパトラD.C.   | BKC       | 新谷かおる |                                         | 第1巻 - 第5巻 ※第3巻以降はバーガーSC扱い。                      |
| クレオパトラD.C.   | BSC       | 新谷かおる | 全8巻 ※第1巻・第2巻はバーガーKCの再版。 |                                                                 |
| 小娘のミッドナイト | BSC       | 本そういち | 桑原譲太郎                              | 全3巻                                                           |
| ハイスクールAGENT  | BSC       | 谷村ひとし |                                         | 全2巻                                                           |
| 魔殺ノート 退魔針  | BSC       | 斎藤岬     | 菊地秀行                                | 第1巻 - 第7巻 ※第8巻以降はソニー・マガジンズ。                  |